# Jean Anthelme Brillat-Savarin
Jean Anthelme Brillat-Savarin [žán antelm brija savarén] (1. dubna 1755, Belley, Francie – 2. února 1826, Paříž) byl francouzský právník, politik, ekonomický myslitel a houslista, dnes známý především jako labužník - milovník a znalec dobrého jídla a pití, autor knihy Fyziologie chuti (Physiologie du goût, 1825).

## Životopis
Vystudoval práva, chemii a lékařství v Dijonu, byl členem revolučního Ústavodárného národního shromáždění, roku 1792 však musel v důsledku revoluce emigrovat do Švýcarska a do Ameriky. V emigraci se živil vyučováním francouzštiny a hrou na housle, byl prvním houslistou v divadle v New Yorku. Roku 1797 se do Francie mohl vrátit a až do konce života působil jako soudce.

## Dílo
- Názory a projekty politické ekonomie (Vues et projets d'économie politique, 1802)
- Zlomky k právní teorii (Fragments de théorie judiciaire, 1818)
- Esej o souboji (Essai sur le duel, 1819)
- Archeologie departmentu Ain (1820)
- Fyziologie chuti (Physiologie du goût, 1825)[1]

## Vliv

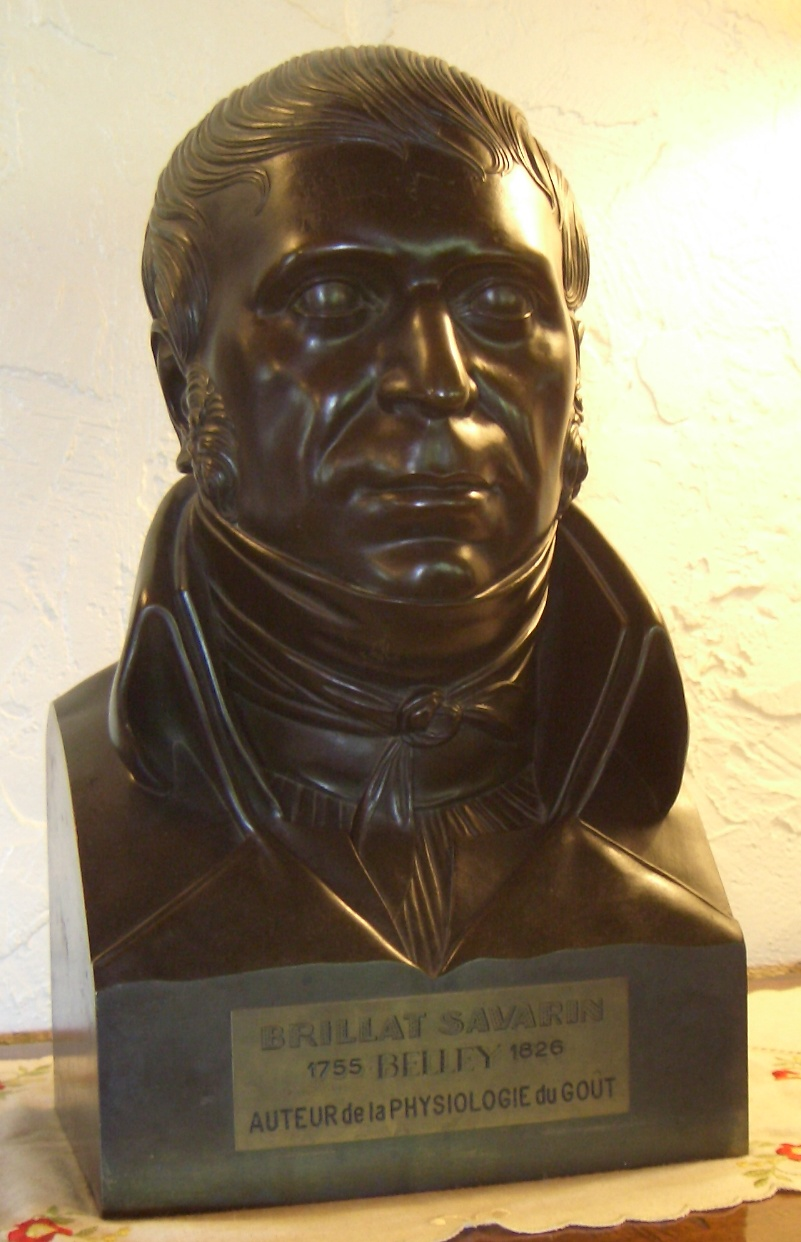
Jean Anthelme Brillat-Savarin, bronzová busta v rodném Belley

"Fyziologie chuti", pestrá sbírka úvah, postřehů a anekdot o dobrém jídle a pití, patří mezi klasická díla francouzské literatury a stále vychází i v překladech. Jméno Brillat-Savarina nese jeho oblíbený sýr, ulice v Paříži a mnoho restaurací. Jako Palác Savarin je často označován palác Sylva-Tarouca v Praze Na příkopech, protože tu byla kdysi proslavená kavárna Savarin založená v roce 1927.
| „                  | Kdo se přežírá a opíjí, neumí ani jíst a pít. | “ |
| — Fyziologie chuti |                                               |   |